# Förderseil

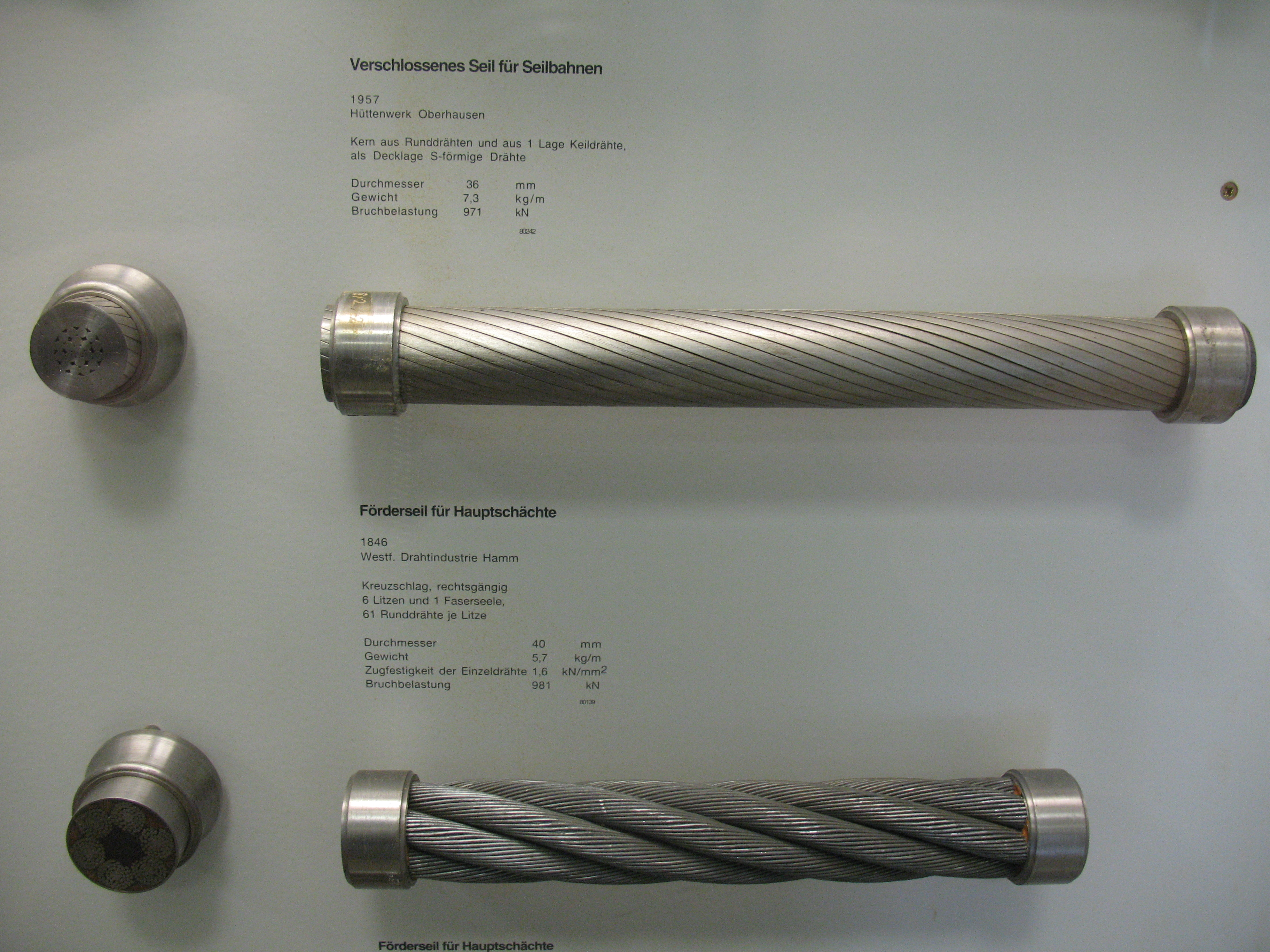
Seilstücke: oben Seil einer Seilbahn, unten ein Förderseil.

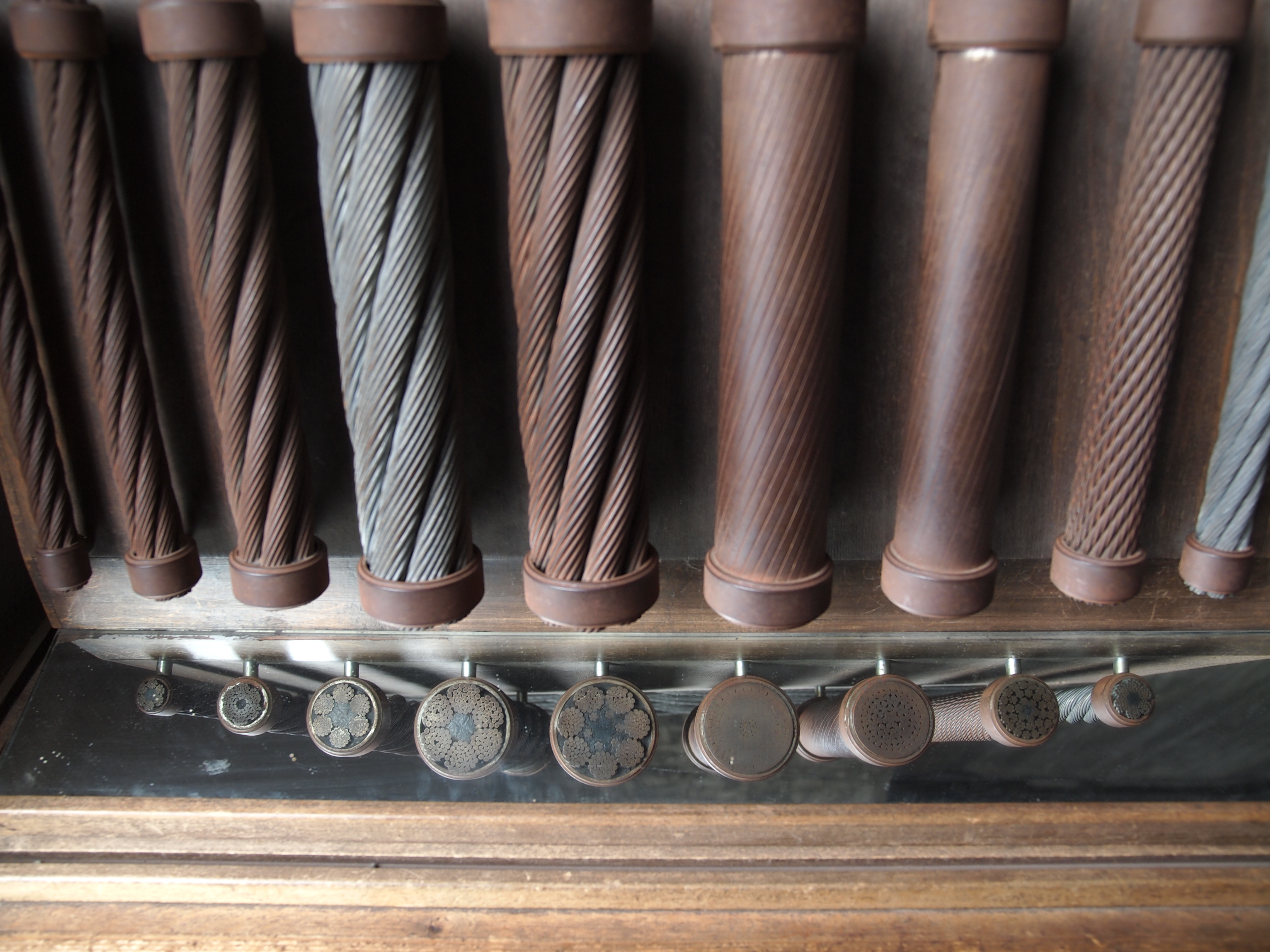
Muster von Seilen im Bergbau, im Spiegel ihre Querschnitte.

Als Förderseil oder auch Schachtförderseil bezeichnet man im Bergbau ein Maschinenelement, das die von der Fördermaschine erzeugte Drehbewegung auf den Fördergutträger überträgt. Förderseile werden im Bergbau zum Heben und Senken von Lasten in hauptsächlich senkrechter Richtung in Schächten, Blindschächten und dergleichen verwendet. Förderseile, die im Bergbau verwendet werden, müssen nach den anerkannten Regeln der Technik hergestellt werden. Sie gelten als biegeweich und können deshalb nur Zugkräfte übertragen. Bei Luftseilbahnen sind Förderseile eine Kombination aus Zugseil und Tragseil. Erst mithilfe von Förderseilen konnten Einseilumlaufbahnen realisiert werden. Fahrbetriebsmittel (Sessel, Gondeln, Lastgehänge) werden dabei entweder fix verschraubt angeklemmt oder variabel in den Stationen an- und abgeklemmt.

## Geschichte

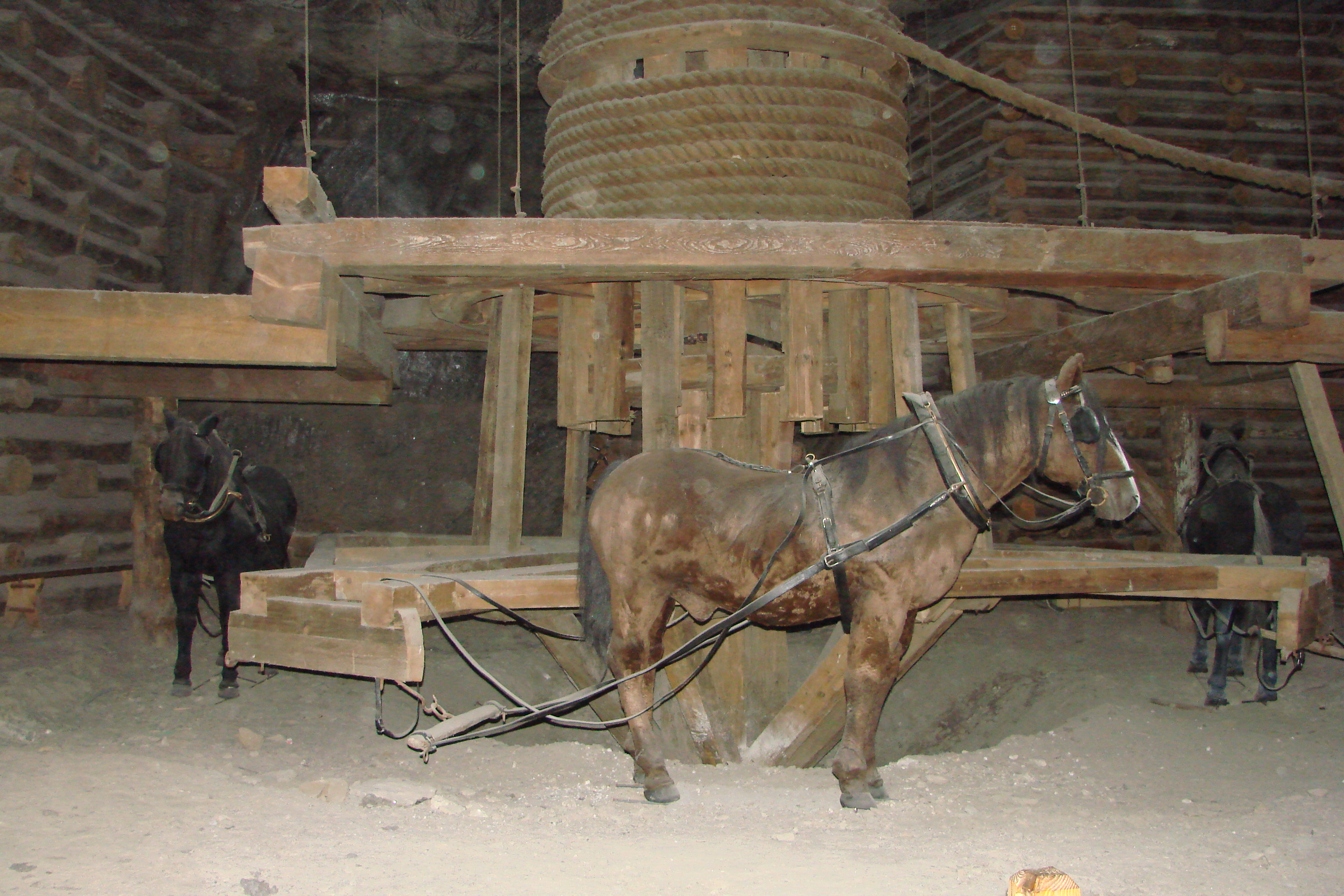
Seiltrommel bei einem Pferde-Rundgöpel

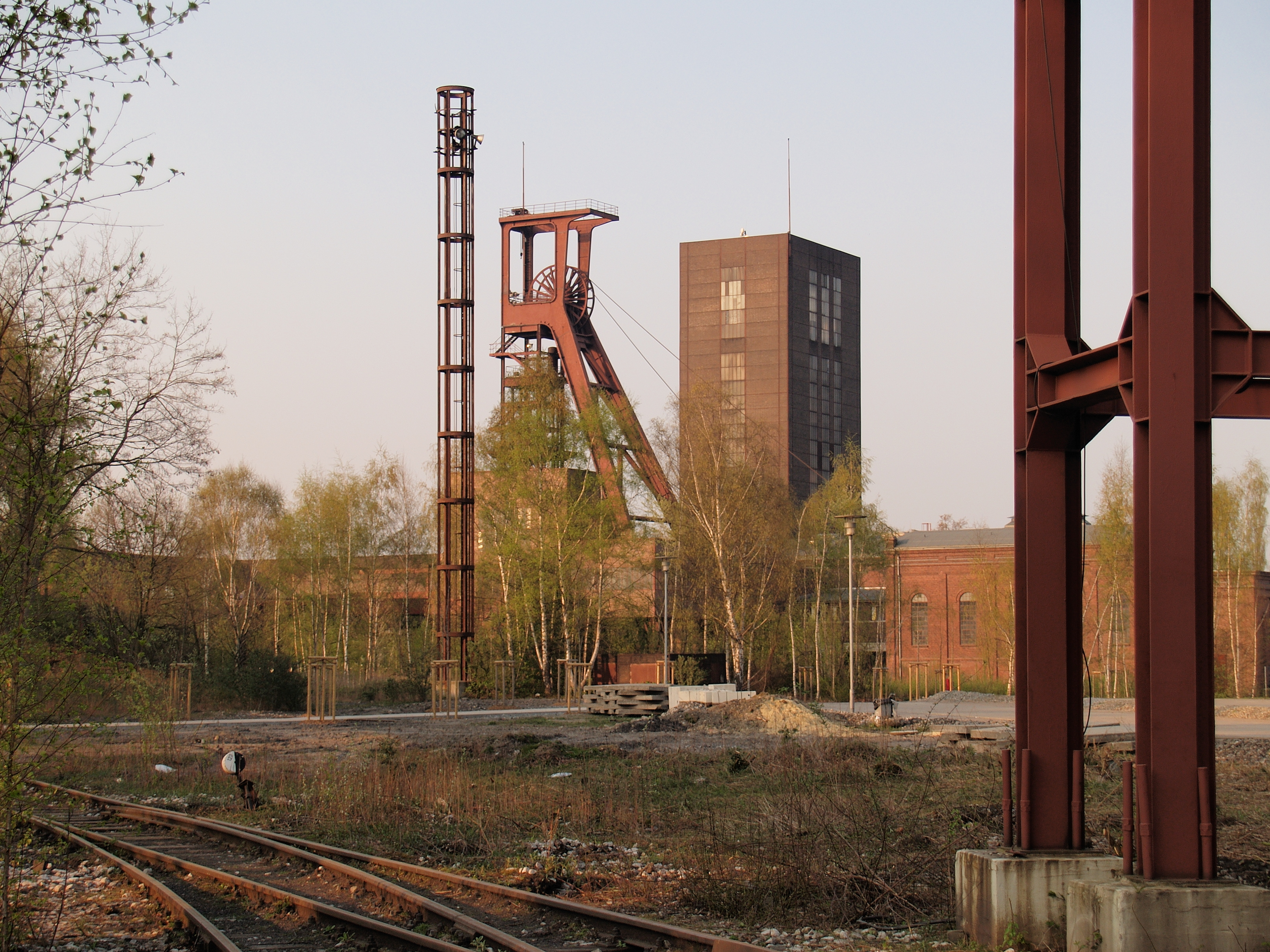
Förderseile an einem Schachtgerüst (Zeche Zollverein)

Die Entwicklung vom direkten Abbau oberflächennaher Rohstoffe über Schurfpingen zu Schächten erforderte eine Möglichkeit der Lastenförderung ohne aufwändige direkte Weitergabe von Hand zu Hand beziehungsweise über Lastengänger. So wurden bereits sehr früh Seile aus Pflanzenfasern, gedrehtem Leder oder ähnlichem verwendet, um die ebenfalls fortwährend spezialisierten Gefäße für Fördergut oder Wasser anzuheben und abzusenken. In vielen Bergwerken stellte das Ein- und Ausfahren der Bergleute am Seil einen alltäglichen Anblick dar. Dabei saß der Bergmann entweder auf einem Knebel oder in einer Seilschlaufe. Wurden Förderseile anfänglich zweifellos direkt per Hand bewegt, schritt auch die Entwicklung der Seilantriebe rasch über Handhaspeln, Göpel und Wasserräder zu immer spezialisierteren Fördermaschinen fort.
War noch im späten Mittelalter die praktikable Teufe eines Förderschachtes hauptsächlich durch die Qualität verfügbarer Seile und mithin durch deren ungünstiges Verhältnis von Eigengewicht zu Reißfestigkeit neben der Leistung der hauptsächlich verwendeten Handhaspeln begrenzt, so ermöglichte die Entwicklung gleichmäßig geschmiedeter Ketten und hauptsächlich der Drahtseile bisher ungeahnte nutzbare Teufen durchgehender Schächte und bedingte so stets größer werdende Anforderungen an verwendete Fördereinrichtungen und deren Antriebe. Sehr gefürchtet sind Förderseilbrüche, insbesondere bei Seilfahrtschächten. Förderseile unterliegen daher einer regelmäßigen strengen Kontrolle. In der Vergangenheit führten Seilbrüche vor der flächendeckenden Anwendung besonderer Lastfangvorrichtungen oft zu teilweise schweren Bergwerksunglücken.

## Seilmaterialien
Förderseile werden, je nach Nutzung, aus verschiedenen Materialien gefertigt. Früher wurden Förderseile aus Naturfasern wie Hanf oder Aloe hergestellt. Später ging man dazu über, geschmiedete Ketten in der Schachtförderung einzusetzen. Im Jahr 1834 erfand Oberbergrat Albert in Clausthal das erste Drahtseil. Diese Seilart verdrängte nach und nach die bis dahin im Bergbau verwendeten Hanfseile und Ketten.

### Hanf
Förderseile aus Hanf wurden früher insbesondere in Belgien und Frankreich verwendet und aus gehecheltem Hanf hergestellt, der zu Fäden oder Garn versponnen und danach zu Litzen verdreht wurde. Die Litzen wurden anschließend zu Rundseilen verdreht. Diese Rundseile wurden bei der Haspelförderung verwendet. Die in der Schachtförderung eingesetzten Hanfseile bestanden in der Regel aus drei Litzen. Oftmals wurden für die Schachtförderung auch Bandseile aus vernähten Rundseilen verwendet. Besonders starke Seile wurden aus mehr als vier Litzen hergestellt und hatten eine Hanfseele, um die die Litzen in einem Drehungswinkel von 30 bis 50 Grad gewunden wurden. Die Reißkraft der Hanfseile hing von der Hanfqualität, der Intensität des Hechelns und teilweise auch von der Fadenerzeugung ab.
| Hanfart               | Durchmesser mm | Gewicht kg / Meter | Tragfähigkeit / kg Seilsicherheitsfaktor 8 |
| --------------------- | -------------- | ------------------ | ------------------------------------------ |
| Russischer Reinhanf   | 52             | 1,90               | 2226                                       |
| Reiner Schleißhanf    | 52             | 1,95               | 2493                                       |
| Badischer Schleißhanf | 52             | 1,95               | 2783                                       |
| Russischer Reinhanf   | 100            | 7,00               | 5163                                       |
| Reiner Schleißhanf    | 100            | 7,20               | 5887                                       |
| Badischer Schleißhanf | 100            | 7,20               | 6476                                       |

Nachteilig bei Hanfseilen ist die, insbesondere bei Beachtung der Seilsicherheit, relativ geringe Tragfähigkeit. Wenn Hanfseile in nassen Schächten eingesetzt werden, müssen sie einen Fäulnisschutz erhalten. Dieser besteht entweder aus Karbolineum oder aus destilliertem Steinkohlenteer, mit dem die Seile getränkt werden. Dies verringert zwar die Tragkraft des Seiles, jedoch wird die Nutzungsdauer gesteigert. Nachteilig sind bei diesen Seilen zudem die hohen Kosten, weshalb man sich in bestimmten Bergrevieren, wie z. B. dem Harzer Bergrevier, nach Alternativen umsah und anstelle der Hanfseile geschmiedete Ketten bevorzugte.

### Aloefasern
Auch Aloefasern wurden früher im belgischen und französischen Bergbau als Förderseile verwendet. Hier waren insbesondere platte Aloeseile sehr verbreitet, während runde Aloeseile selten zur Anwendung kamen. Hergestellt wurden diese Seile aus den Fasern der Agave americana. Seile aus Aloe sind ungeteert etwa elf bis 12,5 % leichter als Hanfseile Zudem haben sie eine regelmäßigere Faser als Hanfseile. Außerdem sind sie in nassen Schächten haltbarer als Hanfseile. Seile aus diesen Fasern müssen ebenso wie Hanfseile mit einem Fäulnisschutz aus Teer versehen werden und nehmen durch das Tränken mit Teer etwa 13 % an Gewicht zu, bei Hanfseilen sind es etwa 17 %. Nachteilig ist bei Aloeseilen, dass sie eine geringere Zugfestigkeit als Hanfseile haben. Werden Aloeseile in trockenen Schächten oder bei trockener Witterung eingesetzt, dehnen sie sich sehr stark aus und werden leicht biegsam, so dass die Verbindungsnähte aufreißen.

### Eisenketten
Aus Kostengründen ging man im Laufe der Jahre dazu über, anstelle der Förderseile aus Naturfasern Ketten als Zugmittel bei der Schachtförderung zu verwenden. Diese sogenannten Kettenseile wurden aus geschmiedeten Kettengliedern hergestellt. In Schächten mit geringerer Teufe hatten Ketten gegenüber Seilen aus Naturfasern eine größere Haltbarkeit. Da die einzelnen Kettenglieder an den Umlenkrollen auch auf Biegung beansprucht werden, werden sie im Laufe der Betriebszeit an den Druckstellen spröde. Dies führte häufig dazu, dass Kettenglieder brachen. Durch den Bruch eines einzelnen Kettengliedes versagt die ganze Kette. Insbesondere die ruckartige Belastung, die dann entstand, wenn die Fördertonnen an Engstellen aufsetzten und sich ruckartig lösten, führten zu häufigen Kettenbrüchen. Dadurch kam es häufig zu schweren Unfällen mit zum Teil entsprechenden Schäden. Durch den Absturz der Fördertonnen kam es zu Schäden an der Schachtzimmerung und auch zu Unfällen mit Personenschaden.
Ein weiterer Nachteil der eisernen Ketten war ihr hohes Gewicht, was Kettenseile nur für Teufen bis 400 Meter nutzbar machte. Insbesondere bei tieferen Schächten wog das Kettenseil mehr als die mit Erz gefüllte Tonne. In der zweiten Hälfte des 18. Jahrhunderts wurden Kettenglieder aus gezogenem Eisendraht gefertigt und hatten dadurch eine höhere Tragfähigkeit. Letztendlich konnten sich Ketten nicht durchsetzen und man ging eine Zeitlang wieder zu den alten Hanfseilen zurück. Das lag insbesondere daran, dass auch die neuartigen Ketten bei Teufen von mehr als 500 m versagten und häufig mit entsprechenden Folgen brachen. Mit Erfindung des Drahtseiles wurden Ketten nach und nach als Schachtförderseile verdrängt. Man verwendete sie nur noch als Schurz- oder Zwieselketten zur Verbindung des Förderseiles mit dem Fördergefäß.

### Eisendraht
Aufgrund der Nachteile von Eisenketten und Seilen aus Naturfasern forschte man nach besseren Lösungen für den Bergbau. Drahtseile sind das Ergebnis der Forschung nach Seilen aus tragfähigeren Materialien, die zugleich weniger voluminös sind als andere Seilmaterialien. Drahtseile haben bei gleicher Bruchfestigkeit nur ein Achtel des Gewichtes einer Kette. Des Weiteren spart man mit dem Drahtseil gegenüber der Seilkette etwa zwei Drittel der Breite auf dem Seilkorb ein, was wiederum dazu führt, dass man bei gleicher Antriebsleistung Seilkörbe mit größerem Durchmesser verwenden kann. Sie sind zudem bei gleichem Durchmesser um ein Mehrfaches tragfähiger als Seile aus Naturfasern. Drahtseile sind beständiger gegen Umwelteinflüsse als Hanfseile. Zudem konnten Drahtseile wesentlich günstiger hergestellt werden als Seile aus Naturfasern. Letztendlich haben Drahtseile gegenüber der Kette eine größere Laufruhe. Da Drahtseile im Bereich der Zeitstandfestigkeit arbeiten, haben aber auch sie nur eine begrenzte Lebensdauer. Für die Herstellung der Drahtseile werden verschiedene Metalle wie Eisen, Stahl, Flusseisen oder Bronzestahl verwendet. Bis zum Ende der 1960er-Jahre verwendete man im Bergbau Drahtseile aus weichem Eisendraht, die mit einer größeren Anzahl dünnerer Drähte mit 1–2 mm Stärke versehen waren. Heute werden im Bergbau nahezu ausschließlich aus einer Vielzahl kaltgezogener Litzen bestehende Drahtseile verwendet, wobei der durchschnittliche Litzendurchmesser etwa bei 2,5 mm liegt. Um die Drähte vor Rost zu schützen, werden die einzelnen Drähte verzinkt. Zudem müssen die Seile in regelmäßigen Abständen (je nach Belastung etwa alle vier Wochen) mit einem speziellen säurefreien Seilschmiermittel geschmiert werden.

## Seilarten
Man unterscheidet bei Förderseilen anhand der äußeren Form folgende Seile: Rundseile und Flachseile. Bei den Rundseilen unterscheidet man Rundlitzenseile und Dreikantlitzenseile. Flachseile sind geflochtene, einfach oder doppelt genähte Seile, die überwiegend als Unterseil verwendet werden. Dreikantlitzenseile und Flachlitzenseile gehören zur Gruppe der Formlitzenseile. Anhand des Verwendungszwecks werden Förderseile unterteilt in Oberseile und Unterseile.

### Rundseile
In der Schachtförderung werden überwiegend Rundseile verwendet. Für diese Seile werden vier bis acht einzelne Drähte zu einer Litze verflochten. Mehrere dieser Litzen werden zusammen mit einer Seileinlage zu einem Seil geschlagen. Diese Seile werden als Rundlitzenseile bezeichnet. Sie sind die wohl wichtigsten Seile für Schachtförderanlagen. Die einzelnen Drähte und Litzen müssen sehr dicht ohne Spielraum geflochten werden, damit es nicht zu einer starken Abnutzung durch gegenseitiges Reiben kommt. Je nach Schlagrichtung der Litzen werden die jeweiligen Seile in linksgängige oder rechtsgängige Seile unterschieden. Rundlitzenseile, bei denen die Schlagrichtung der Drähte der der Litzen entspricht, nennt man Gleichschlagseile. Rundlitzenseile, bei denen die Schlagrichtung der Drähte und der Litzen entgegensetzt verläuft, nennt man Kreuzschlagseile. Seile, die Kombination aus beiden Schlagarten haben, bezeichnet man als Wechselschlagseile.

### Flachseile
Flachseile, auch Bandseile genannt, sind Seile, die in der Regel aus mehreren vierlitzigen Einzelseilen flach zusammengefügt werden. Sie werden aus sechs kleinen, teilweise sogar zehn kleinen Seilen, den Schenkeln, hergestellt, indem die kleinen Seile nebeneinandergelegt werden und durch Nählitzen oder Nähdrähte zu einem breiten Seil zusammengefügt werden. Um einem einseitigen Drall zu unterbinden, werden die einzelnen Seile mit unterschiedlichen Schlagrichtung gefertigt. Dies erfolgt dann so, dass stets die Windungen der Drähte bzw. Fasern von zwei benachbarten Schenkeln im entgegensetzten Sinn verlaufen. Oftmals werden Bandseile so erstellt, dass sie acht Schenkel und somit 32 Traglitzen haben. Aufgrund ihrer Konstruktion lassen sich Flachseile relativ problemlos in mehreren Lagen übereinander aufwickeln. Allerdings sind sie für größere Lasten nicht geeignet, da die gleichmäßige Verteilung der Last auf die einzelnen Schenkel zu schwierig ist. Zudem neigen Flachseile zu starken Verformungen. Des Weiteren ist die Betriebsdauer bei Bandseilen, trotz anders lautender Berechnung, deutlich geringer als die Betriebsdauer von Rundseilen. Bandseile werden aufgrund ihrer Nachteile in der Schachtförderung nur für Sonderfälle genutzt. Ihr Einsatz liegt überwiegend im Bereich des Schachtabteufens. Dort werden sie als Förderseile für Bobinen verwendet. Hier ist ihre Drallfreiheit von großem Vorteil und wird sehr geschätzt. Des Weiteren werden Flachseile als Unterseil bei Treibscheibenförderanlagen genutzt.

### Verjüngte Seile
Der Einfluss des Eigengewichts nimmt bei jedem Förderseil bis zum unten im Füllort stehenden Fördergutträger ab. Das hat zur Folge, dass die Nutzlast und das Gewicht des Förderkorbes oder des Fördergefäßes zwar das Seil auf der vollen Länge belasten, das volle Seilgewicht muss jedoch nur vom oberen Seilquerschnitt getragen werden. Da das Eigengewicht nach unten hin immer geringer wird, ist es möglich, dieses auch auf das Seil zu übertragen und das Seil nach unten hin mit einem geringeren Querschnitt auszustatten. Dadurch werden die Seile bei gleicher Tragfähigkeit trotzdem leichter. Allerdings machen sich diese Vorteile wesentlich erst ab einer Teufe von über 500 m wesentlich bemerkbar. Insbesondere bei Seilen aus Pflanzenfasern wie Hanf oder Aloe, bei denen das spezifische Gewicht im Verhältnis zur Tragfähigkeit sehr groß ist, bringt das verjüngen der Seile große Gewichtsvorteile. Ohne das Verjüngen der Seile liegt bei Seilen aus Aloefasern die Grenzteufe für nicht verjüngte Seile bereits bei 600 Metern. Seile aus Hanf mit nicht verjüngtem Querschnitt können ab einer Teufe von 800 Metern nicht mehr als Förderseil gebraucht werden.
| Stufe                        | Seillänge / m | Seilquerschnitt / mm2 | Seilgewicht / kg |
| ---------------------------- | ------------- | --------------------- | ---------------- |
| 1 0–200 m                    | 200           | 1365                  | 2.744            |
| 2 200–400 m                  | 200           | 1182                  | 2.380            |
| 3 400–600 m                  | 200           | 1024                  | 2.048            |
| 4 600–800 m                  | 200           | 887                   | 1.774            |
| 5 800–1000 m                 | 200           | 769                   | 1.538            |
| Summe                        | 1000          | —                     | 10.484           |
| Vergleichseil nicht verjüngt | 1000          | 2000                  | 20.000           |

Drahtseile können ohne Verjüngen des Querschnitts, bei entsprechender Seilsicherheit, bis zu einer Teufe von etwa 1500 Metern verwendet werden. Zum Verjüngen des Querschnittes werden diese Seile durch Einflechten von immer schwächer werdenden Drähten mit einer kontinuierlichen Verringerung der Drahtzahl hergestellt. Im Laufe der Jahre war man in der Lage, Seile mit kontinuierlich abnehmendem Querschnitt herzustellen. Es können sowohl Rundseile als auch Flachseile als verjüngte Seile hergestellt werden. Allerdings gibt es für verjüngte Seile keine festen Ausführungsformen die in Tabellen der Hersteller aufgeführt werden, sondern das entsprechende verjüngte Seil muss für jeden Anwendungsfall speziell hergestellt werden. Durch verjüngte Seile kann die Grenzteufe einer Schachtförderanlage vergrößert werden. Im Laufe der Jahre haben verjüngte Seile an Bedeutung verloren, da sie nur bei Bobinen und nicht bei Treibscheiben oder bei zylindrischen Trommeln eingesetzt werden können.

## Auswahlkriterien

Diagramm Grenzteufe und Grenzlast

Je nach Einsatz des Förderseils sind verschiedene Kriterien bei der Seilauswahl zu berücksichtigen:
- Anzahl der Seile (Einseil- oder Mehrseilförderung)
- Korrosionsgefahr
- Dralleigenschaften der verschiedenen Seilmacharten
- notwendiger Seildurchmesser

Quelle:

### Anzahl der Seile
Je nach Anforderung an eine Schachtförderanlage wird diese als Einseil- oder Mehrseilanlage ausgeführt. Die Anzahl der erforderlichen Seile ergibt sich aus der Grenzteufe oder der Grenzlast. Einseilförderungen müssen mit drehungsarmen Förderseilen ausgestattet sein, ansonsten müssen die Abstände im Fördertrum zwischen den Fördergefäßen und/oder dem Gegengewicht größer sein. Ab einer Nutzlast von 28 Tonnen oder einer Grenzteufe von 2000 Metern, vielfach auch schon bei 1400 Metern, muss die Mehrseilförderung angewendet werden. Die Hauptgründe sind der stark steigende Seilquerschnitt und die daraus folgenden größeren Biegeradien des Förderseils. Durch die großen Seildurchmesser, die bei der Einseilförderung erforderlich werden, wird das Förderseil sehr steif. Bedingt durch die größeren Biegeradien müssen Seilträger und Seilscheiben mit einem größeren Nenndurchmesser verwendet werden. Größere Seilträger erfordern wiederum ein höheres Drehmoment und lassen nur geringere Drehzahlen zu. Für höhere Drehmomente benötigt man stärkere Elektromotoren, außerdem muss die gesamte Konstruktion verstärkt werden. Dies alles führt zu steigenden Investitionskosten. Mehrseilförderungen haben zudem gegenüber Einseilförderungen den Vorteil einer geringeren Ausfallrate und somit einer höheren Sicherheit. Mehrseilförderungen sind nur bei der Treibscheibenförderung und der Trommelförderung anwendbar, bei der Bobinenförderung ist nur die Einseilförderung möglich.

### Korrosionsgefahr
In Schächten, in denen insbesondere saure Schachtwässer vorkommen besteht für die Seile Korrosionsgefahr. Dadurch können die Förderseile geschwächt werden. Dies hat zur Folge, dass sie ihren betrieblichen Belastungen nicht mehr genügend entsprechen. Um dieses zu verhindern, gibt es die Möglichkeiten des passiven und des aktiven Korrosionsschutzes. Die Möglichkeit des Tränkens der im Seil befindlichen Hanfseele mit geeigneten Fetten reicht oftmals nicht aus, zumal die Tränkflüssigkeit sich kaum wirksam auf das nasse Seil aufbringen lässt. Eine Möglichkeit ist es, dass in diesen Schächten geeignete Seile, anstelle aus Eisendraht solche Gussstahldraht, verwendet werden. Weitere passive Korrosionsschutzmaßnahmen sind das Aufbringen von metallischen Überzügen oder nicht metallischen Überzügen wie Keramik oder Emaille. Bewährt haben sich hier der Schutz durch Galvanisieren oder Verzinken. Das Aufbringen von Aluminium hat sich in der Praxis weniger bewährt.

### Dralleigenschaften
Als Drall bezeichnet man bei Förderseilen das Bestreben desselben, sich aufzudrehen. Man unterscheidet bei Förderseilen zwischen dem Herstellungsdrall und dem Belastungsdrall. Der Herstellungsdrall entsteht beim Schlagen der Drähte zu Litzen und dieser wiederum zu Seilen. Dabei gilt, je stärker der Drall, umso runder wird das Seil; allerdings wird auch später das belastete Seil umso stärker in Anspruch genommen. Aus diesem Grund ist man bestrebt, möglichst drallarme Seile herzustellen. Drallarme Förderseile werden als Kreuzschlagseile gefertigt. Allerdings besteht bei dickeren Seilen das Problem, sie gleichzeitig drallarm und zugleich fest zu fertigen. Der Belastungsdrall entsteht aus der auf die Litzen und Drähte im geraden Seil wirkenden Kräfte. Dabei wirkt eine Kraft in Richtung der Litzen, die dadurch auf Zug beansprucht werden, und eine Kraft wirkt horizontal und hat das Bestreben, aufzudrehen. Um den Belastungsdrall zu unterbinden, muss der Flechtsinn der Drähte, Litzen oder Schenkel gewechselt werden, indem rechtsdrehende und linksdrehende Drähte sich gegenseitig in ihrer Drallwirkung ausgleichen.

### Notwendiger Seildurchmesser
Der erforderliche Seildurchmesser bzw. Seilquerschnitt hängt von der zu hebenden Last (Nutzlast und Totlast) und der Förderteufe ab. Er wird aus der rechnerisch zu ermittelnden Seilbelastung ermittelt. Der notwendige Seilnenndurchmesser muss nach den anerkannten Regeln der Technik bestimmt und ermittelt werden. Hierbei muss die vorgeschriebene Seilsicherheit berücksichtigt werden. Da das Eigengewicht des Förderseils mit zunehmender Teufe größer wird, hat die Teufe einen nicht unerheblichen Einfluss auf den Seildurchmesser. Die zulässigen Lasten der jeweiligen Seildurchmesser werden von den Seilherstellern in entsprechenden Tabellen aufgeführt. Letztendlich hat auch die Bruchfestigkeit des verwendeten Baustoffes einen Einfluss auf den Seilnenndurchmesser des jeweiligen Förderseiles.

#### Bruchkraft des Förderseils
Damit die Seilbelastung richtig bestimmt werden kann, muss die Bruchkraft des Förderseils nachgewiesen werden. In der Technik unterscheidet man drei Arten der Seilbruchkraftbestimmung:
- ermittelte Bruchkraft {\displaystyle F_{e}}
- rechnerische Bruchkraft {\displaystyle F_{r}}[32]
- wirkliche Bruchkraft {\displaystyle F_{w}}[50]

Die ermittelte Bruchkraft {\displaystyle F_{e}} wird aus der Summe der tatsächlich ermittelten Einzelbruchkräfte der Drähte gebildet.
Die rechnerische Bruchkraft {\displaystyle F_{r}} ist eine Größe, die in der Planung als Grundlage für die Seilauswahl dient. Die rechnerische Bruchkraft ist das aus dem metallischen Querschnitt {\displaystyle A_{m}} ({\displaystyle mm^{2}}) und der Nennfestigkeit des Einzeldrahtes {\displaystyle R_{0}} ({\displaystyle N/mm^{2}}) ermittelte Produkt.
Dabei gilt die Formel:
{\displaystyle F_{\text{r}}=R_{\text{0}}\cdot A_{\text{m}}}
Aus Sicherheitsgründen muss die rechnerische Bruchkraft {\displaystyle F_{r}} des Förderseils (Mindestbruchkraft) um den Seilsicherheitsfaktor {\displaystyle S} größer sein als die größte statische Seillast {\displaystyle F_{\text{stat,1}}}.
Die wirkliche Bruchkraft {\displaystyle F_{w}} ist die auf dem Prüfstand ermittelte tatsächliche Bruchkraft des Förderseils.

## Seileinband

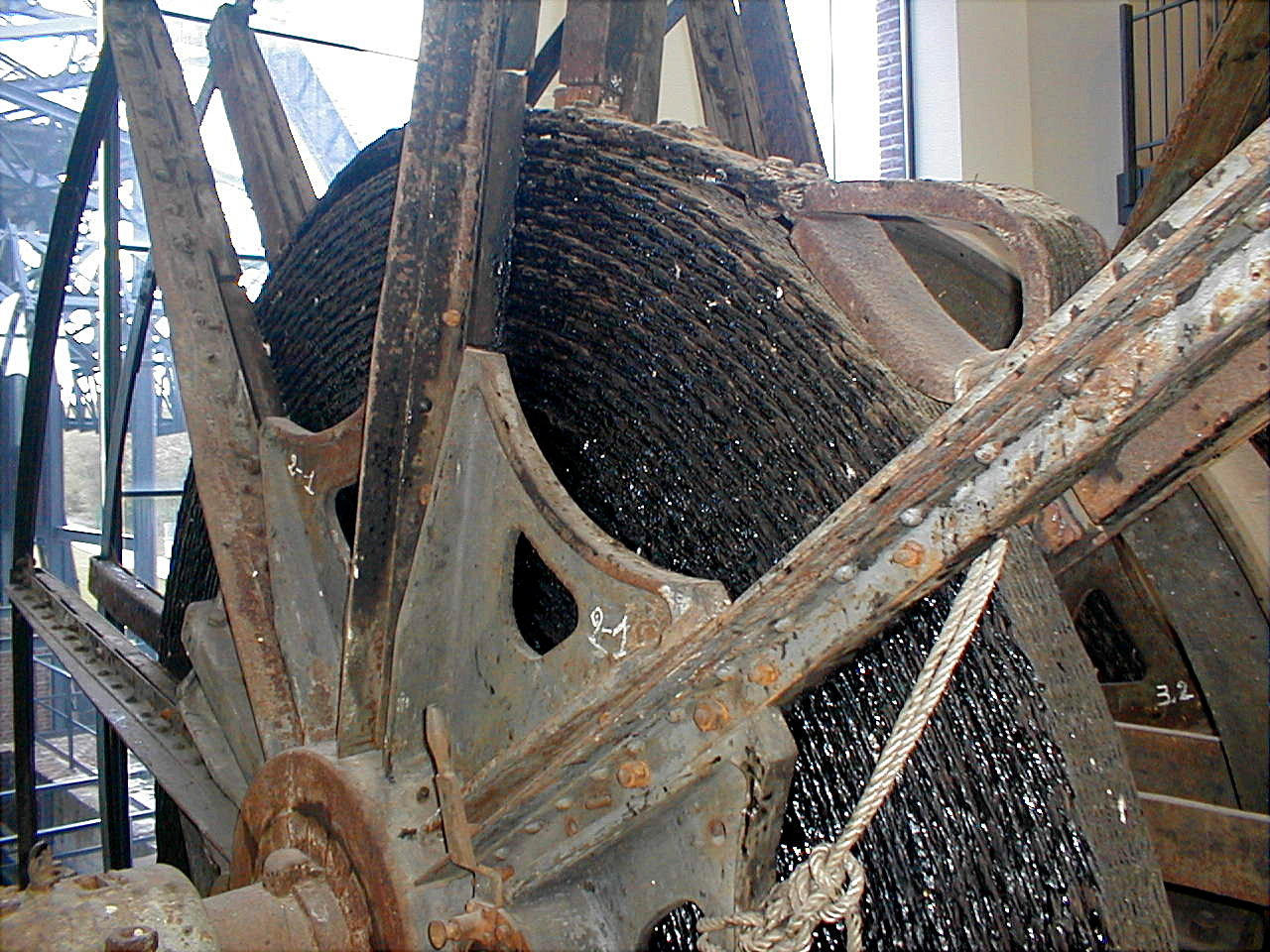
Seileinband an einem Flachseil einer Bobine

Damit Förderseile an den Seilenden weitestgehend geschont werden, wird an den Seilenden ein sogenannter Seileinband angebracht. Dieser gestattet eine zuverlässige Befestigung des Seiles. Der Seileinband kann unterschiedlich gestaltet werden. Als Möglichkeiten zur Gestaltung des Seileinbandes gibt es die Verwendung von Seilklemmen, die Verwendung von Klemmkauschen, das Spleißen des Seiles und das Aufflechten der Seilenden mit anschließendem Vergießen in konischen Buchsen (Muffen) Seilklemmen sind einfache Befestigungsmöglichkeiten für das Förderseil, sie können auch ohne Seileinband verwendet werden. Klemmkauschen sind so konstruiert, dass sich das Förderseil selbsttätig festzieht wenn das Kauschenherz in das Kauschengehäuse eingezogen wird. Zur Befestigung des Oberseils an den Förderkorb oder das Fördergefäß verwendet man im Bergbau Zwischengeschirre. Unterseile werden stets mit einem gewöhnlichen, jedoch für Flachseile geeigneten, Kauscheneinband an der unteren Seite des Fördergutträgers befestigt.

## Oberseile

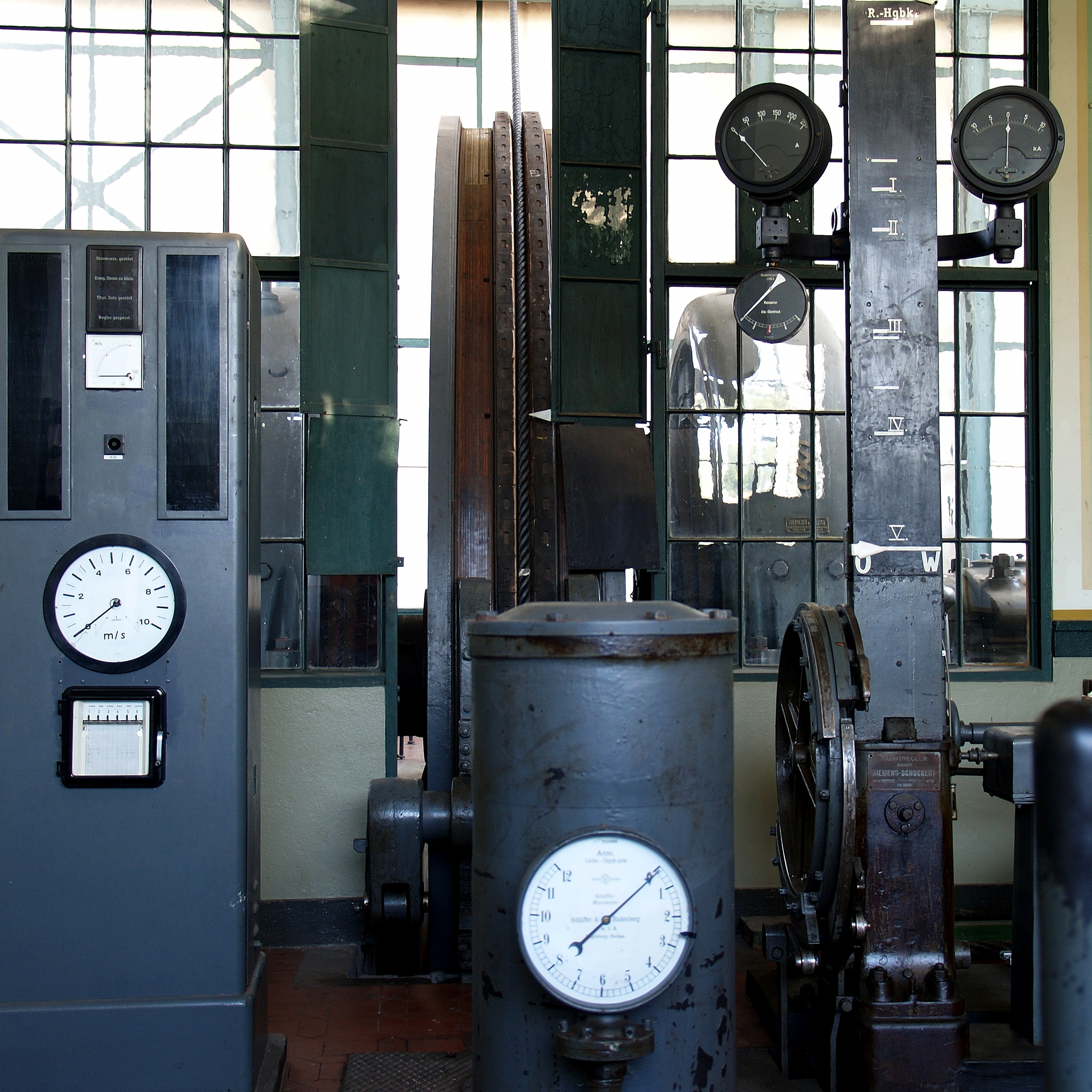
Förderseil auf einer Treibscheibe einer Fördermaschine auf der Zeche Zollern

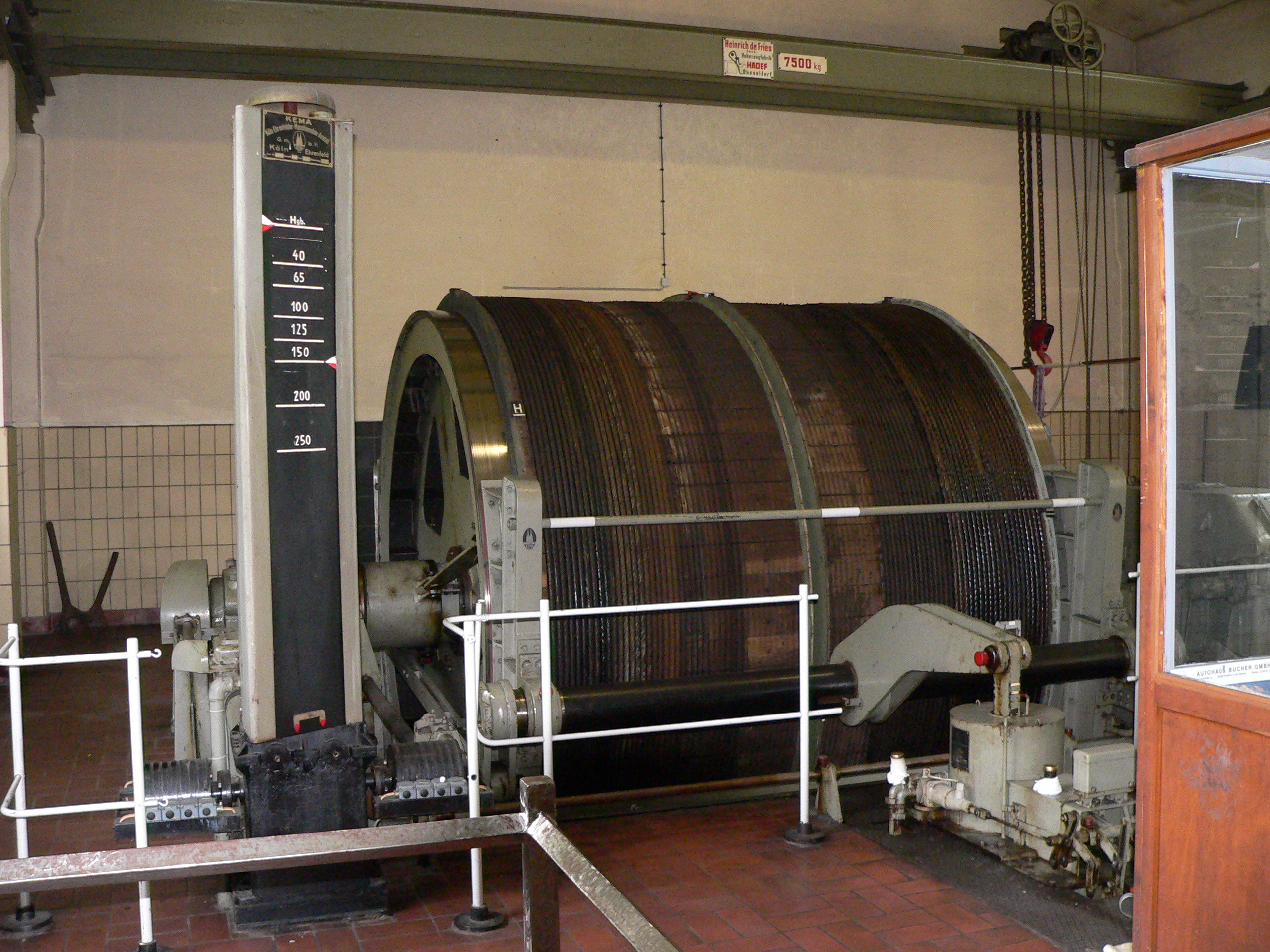
Förderseil bei einer Trommelförderung

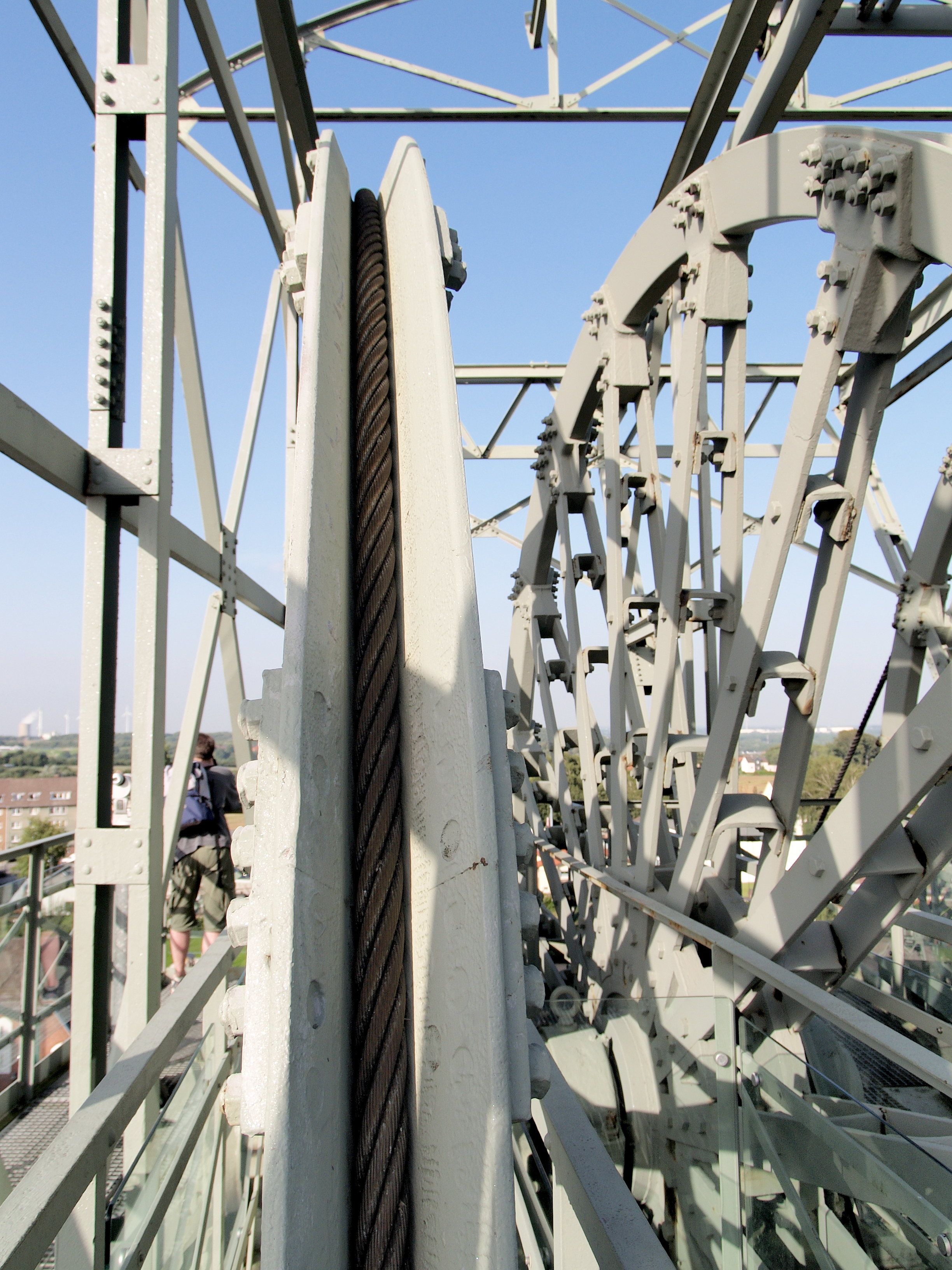
Förderseil in einer Seilscheibe, Zeche Zollern

Als Oberseile werden bei Schachtförderanlagen überwiegend Rundseile verwendet. Da diese Seile besonders starken Belastungen ausgesetzt sind, müssen sie bestimmte Sicherheitskriterien erfüllen. Die Tragfähigkeit der Seile muss bei Seilfahrtanlagen der 9,5-fachen Nennlast entsprechen. Bei reinen Materialschächten muss die Belastbarkeit der 7,5-fachen Nennlast entsprechen. Dabei entspricht die Nennlast der Nutzlast plus dem Eigengewicht der Förderkörbe und Seile. Das Förderseil wird in der Regel jedoch nicht direkt mit dem Förderkorb verbunden.

### Anforderungen
An Förderseile werden folgende sicherheitsrelevanten Anforderungen gestellt:
- ausreichende Lebensdauer
- ausreichende und zugleich begrenzte Treibfähigkeit
- zuverlässige Erkennbarkeit der Ablegereife

### Seilführung
Bei der Treibscheibenförderung wird das Förderseil über die Treibscheibe (Koepescheibe) zu den Förderkörben, welche am Förderseil hängen, geführt. Zum Ausgleich des Seilgewichtes muss unter den Körben ein Unterseil angebracht sein. Ohne dieses würde das Oberseil durch das Eigengewicht auf der Treibscheibe rutschen.
Bei Trommelfördermaschinen wird auf je einer Trommel ein Seil auf- und das andere abgewickelt. Bei Trommelförderungen werden die Förderseile anders belastet als bei der Treibscheibenförderung.
Bei Bobinen ist der große Vorteil die völlige Drallfreiheit der Seile, weshalb diese Bauart speziell beim Abteufen von Schächten verwendet wird. Nachteilig ist die starke Beanspruchung und dadurch Abnutzung der Seile.

### Seilumlenkung
Bei Aufstellung der Fördermaschine als sogenannte Flurfördermaschine neben dem Schacht müssen die Förderseile über die Seilscheiben, welche sich im Fördergerüst von Tagesschächten befinden, umgelenkt werden. Dabei muss darauf geachtet werden, dass die Seilablenkung zwischen Seilträger und Seilscheibe möglichst gering bleibt, da diese einen großen Einfluss auf die Seillebensdauer hat. Seilscheiben sind Rillenräder, über welche die von der Fördermaschine kommenden Förderseile zu den Förderkörben geführt werden. Bei Aufstellung der Fördermaschine über dem Schacht als Turmfördermaschine ist lediglich eine Ablenkscheibe zur Vergrößerung des Umschlingungswinkels an der Treibscheibe und Verringerung des seitlichen Abstandes der Fördertrümer erforderlich.

### Auswirkung des Seildurchmessers
Der Seildurchmesser hat eine direkte Auswirkung auf die Größe der Seilscheibe und der Umlenkscheibe. So muss der Nenndurchmesser von Seilscheiben und Umlenkscheiben bei Rundseilen wenigstens dem vierzigfachen Seilnenndurchmesser entsprechen, jedoch mindestens 0,6 Meter. Bei verschlossenen Seilen muss der Nenndurchmesser der Seilscheiben und Umlenkscheiben wenigstens dem hundertzwanzigfachen Seilnenndurchmesser entsprechen. Bei Flachseilen muss der Nenndurchmesser der Seilscheiben und Umlenkscheiben wenigstens das Sechzigfache der Seilnenndicke betragen. Diese Anforderungen erklären auch, warum Seilscheiben Ausmaße von mehr als fünf Metern haben. Da mit zunehmender Teufe und höherer Nutzlast immer größere Seilnenndurchmesser erforderlich werden, müssen zwangsläufig auch Seilscheiben mit größerem Nenndurchmesser eingesetzt werden. Allerdings lässt sich der Seilscheibendurchmesser nicht beliebig vergrößern. Deshalb werden Förderanlagen des Öfteren mit Mehrseilförderungen ausgestattet. Bei der Überschreitung von bestimmten Grenzlasten oder Grenzteufen ist der Übergang zur Mehrseiltechnik zwingend erforderlich.

### Seilbelastung
Oberseile sind im Betrieb den unterschiedlichsten Belastungen ausgesetzt. Aufgrund der unterschiedlichen Rillen im Seilträger und in den Umlenkscheiben kommt es zu wechselnden Seilverformungen des Förderseils. Da die Seildrähte und Fasern gegeneinander verschiebbar sind, ist der Lauf des Förderseils allerdings leicht möglich. Trotzdem treten bei ungünstigen Rillenkombinationen (z. B. Keilrille in der Treibscheibe und Rundrille in der Umlenkscheibe) in den Seilen wechselnde Ovalisierungsspannungen auf, die einen Einfluss auf die Lebensdauer der Förderseile haben. Eine weitere Beanspruchung stellt der zwischen Treibscheibe und Förderseil auftretende Schlupf dar. Zusätzliche Belastungen für Förderseile stellen feuchte Schächte mit sauren Wässern dar, hier müssen verzinkte oder galvanisierte Seile verwendet werden. Bei starker mechanischer Beanspruchung der Förderseile und damit verbundenen kürzeren Aufliegezeiten können auch blanke Stahlseile verwendet werden. Am meisten werden die Förderseile in der Nähe der Korbaufhängung belastet. Dies liegt daran das sich in diesem Bereich des Seiles die Einflüsse der Beschleunigung und / oder Verzögerung besonders stark bemerkbar machen.

### Seilschäden
Seilschäden beeinträchtigen die Betriebssicherheit und Belastungsfähigkeit des Förderseils. Insbesondere Drahtseile werden durch schwellende Spannungen, Verschleiß und Korrosion beansprucht. Die Schäden, die dabei entstehen, können sehr unterschiedlich sein und unterschiedliche Gründe haben. Die am häufigsten an Förderseilen auftretenden Schäden sind der Gewaltbruch durch Überschreitung der statischen Festigkeit des Seiles und der durch den Betrieb entstehende Ermüdungsbruch. Wobei man zwischen Drahtbrüche und Litzenbrüchen unterscheidet. Hohe Schwellspannungen führen häufig zur Überlastung einzelner Drähte und somit zu Drahtermüdungen. Hervorgerufen werden viele Seilschäden beim Lauf über die Seilscheiben oder beim Aufwickeln auf die Seiltrommel. Neben den Draht- und Litzenbrüchen kommt es durch die ständig wechselnden Belastungen des Seiles auch zu lokal auftretenden Verformungen. Weitere Seilschäden entstehen durch Korrosion. Korrodierte Förderseile verlieren an Bruchkraft und Flexibilität und es kommt durch Korrosion auf der Seiloberfläche sehr schnell zu Ermüdungsrissen. Letztendlich können Seilschäden auch durch Verschleiß entstehen. Ursache dieser Schäden ist oftmals eine mangelhafte Seilschmierung. Bei starker Seilverformung oder bei einem Litzenbruch muss das Seil ausgewechselt werden.

## Unterseile

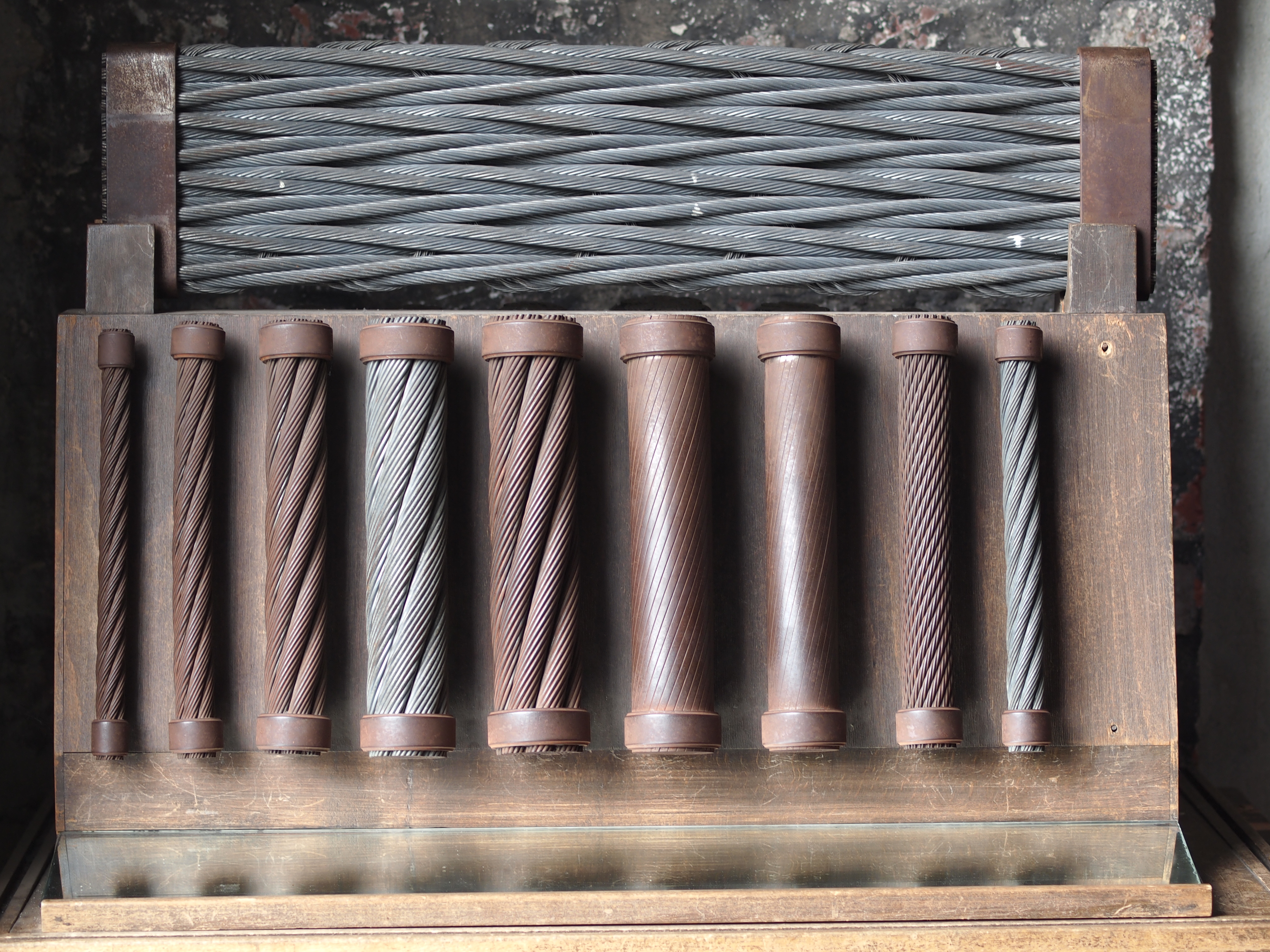
Oben waagerecht ein Flachseil

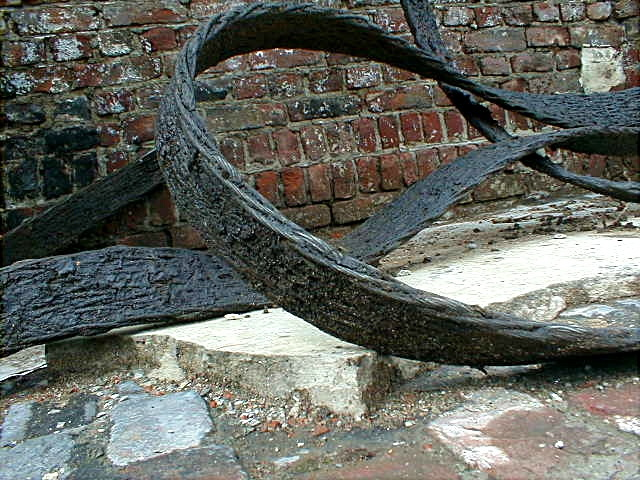
Flachseil

Als Unterseil wird das in der Schacht-Förderung zum Seilgewichtsausgleich dienende zwischen zwei wechselseitig auf- und abbewegten Fördergefäßen hängende Seil bezeichnet.
Da wirtschaftlicher Betrieb einer Schachtförderung stark von relativ gleichmäßiger Auslastung abhängt, wurde sehr früh die Möglichkeit des Gewichtsausgleichs der Fördergefäße dadurch erkannt, dass nicht einseitig ein Seil mit daran hängendem Gefäß auf- und abgespult, sondern bei durchlaufendem Seil automatisch ein Gefäß gehoben und das andere gesenkt wird. Steht jedoch ein Gefäß im Tiefst-, das andere im Höchststand, wirken durch das Eigengewicht des Seiles bedingt stark unterschiedliche Kräfte auf den Aufhängepunkt des Seiles ein. Dieser Unterschied kann durch ein mehr oder weniger frei unter den beiden hängendes, diese verbindendes Seil, das Unterseil, beseitigt werden.
Als Unterseile werden überwiegend Flachseile verwendet. Abgelegte Oberseile dürfen unter bestimmten Voraussetzungen noch als Unterseil verwendet werden. Neben dem Ausgleich des Seilgewichtes wird durch das Unterseil auch die Gefahr eines Seilrutsches verringert. Haben Unterseile die 5-fache Sicherheit gegenüber dem Eigengewicht unterschritten, oder werden bei ihnen Anzeichen festgestellt, dass die rechnerische Bruchkraft um mehr als 30 % vermindert ist, dürfen sie aus Sicherheitsgründen nicht mehr verwendet werden. Werden für das Unterseil große Seildurchmesser erforderlich, so geht man häufig dazu über mehrere dünne Unterseile zu benutzen.

## Sicherheit
Zur Vermeidung von schweren Unglücksfällen ist für Förderseile ein Sicherheitsfaktor vorgeschrieben, der ein Mehrfaches der zulässigen Belastung des Seiles betragen muss. Des Weiteren sind regelmäßige und zuverlässige Inspektionen ein absolutes Muss, um die Sicherheit von Förderseilen zu gewährleisten. Aus Sicherheitsgründen müssen Förderseile im Bergbau arbeitstäglich von einer fachkundigen Person überprüft werden. Außerdem muss in regelmäßigen Abständen das Seil von einem Sachverständigen geprüft werden. Die Seile werden bei den Inspektionen durch visuelle und taktile Prüfungen überwacht. Dabei werden sichtbare Drahtbrüche pro Bezugslänge gezählt. Es wird der Seildurchmesser geprüft und gegebenenfalls die Schlaglänge. Eine weitere Kontrolle ist die qualitative Beurteilung hinsichtlich Seilverformungen, Korrosion und Verschleiß. Zwecks Erkennung der Ablegereife wird auch noch die Aufliegezeit des Förderseils berücksichtigt. Für höhere Anforderungen an die Sicherheit werden Förderseile in regelmäßigen Abständen auf innere Seilschäden, je nach Erfordernis, mittels spezieller Messmethoden (z. B. magnetinduktive Seilprüfung) begutachtet. Durch diese Messmethode lassen sich der Ausgangsort und der Verlauf dieser Seilschäden im Seilinneren ermitteln. Hierzu reichen visuelle und taktile Prüfungen nicht aus.